# ولفرام فون ریشتوفن
ولفرام فرایهر فون ریشتوفن (به آلمانی: Wolfram Freiherr von Richthofen) (۱۰ اکتبر ۱۸۹۵–۱۲ ژوئیه ۱۹۴۵) نظامی و فیلد مارشال اهل کشور آلمان در دوره امپراتوری آلمان، جمهوری وایمار و رایش سوم که فرماندهی واحدهای مختلفی را در لوفت‌وافه در جنگ جهانی دوم بر عهده داشت.
ترفیع درجات:
- ۱۹ ژوئن ۱۹۱۴: ستوان دوم
- ۱۹۲۰: ستوان یکم
- ۱ فوریه ۱۹۲۹: سروان
- ۱ ژوئن ۱۹۳۴: سرگرد
- ۲۰ آوریل ۱۹۳۶: سرهنگ دوم
- نوامبر ۱۹۳۶: سرهنگ
- ۱ نوامبر ۱۹۳۸: سرتیپ
- ارتقا مستقیم از سرتیپ به سپهبد
- ۱۹ ژوئیه ۱۹۴۰: سپهبد (ژنرال هوانوردی)
- ۱ فوریه ۱۹۴۲: ارتشبد
- ۱۶ فوریه ۱۹۴۳: فیلدمارشال